# Procinosúquids
Els procinosúquids (Procynosuchidae) són una família extinta de teràpsids que foren els primers cinodonts juntament amb els dvínids. Aparegueren fa 260 milions d'anys i assoliren el seu zenit a finals del Permià (fa 251,902 ± 0,024 Ma), poc abans de l'extinció del Permià-Triàsic. Malgrat que eren cinodonts basals, ja presentaven alguns dels caràcters avançats dels mamífers. Tenien un aspecte similar al dels terocèfals.